# Panagiótis Beglítis
Panagiótis Beglítis (en grec moderne : Παναγιώτης Μπεγλίτης), né le 25 février 1957 à Corinthe, est un homme politique grec membre du Mouvement socialiste panhellénique (PASOK). Il fut député au Parlement européen dans le Groupe du Parti socialiste européen (PSE). Nommé le 17 juin 2011 ministre de la Défense nationale de Grèce, il est remplacé, le 11 novembre, par Dimítris Avramópoulos.